# Жуніор Мессіас
Жуніор Волтер Мессіас (порт.-браз. Júnior Walter Messias; 13 травня 1991) — бразильський футболіст, півзахисник «Мілану». На правах оренди захищає кольори «Дженоа».

## Біографія
На молодіжному рівні виступав за «Крузейро».
У 2011 році разом з дружиною та двома дітьми переїхав з Бразилії до Турину, приєднавшись до свого брата.
Мессіас розпочинав свою кар'єру в нижчих, непрофесійних італійських дивізіонах. У 2015 році приєднався до клубу «Казале», що виступає в Серії D, четвертому за силою дивізіоні чемпіонату Італії.
У 2017 році приєднався до «Гоццано». За підсумками першого сезону, 2017/18, клуб заслужив на підвищення в класі — перехід до Серії C.
31 січня 2019 року Мессіас перейшов в італійський «Кротоне», який виступає в Серії B, другому за силою дивізіоні чемпіонату Італії. За підсумками сезону 2019/20 клуб пробився в еліту італійського футболу, вийшовши безпосередньо до Серії А.
31 серпня 2021 року на правах оренди з правом викупу перейшов до «Мілана» . 4 жовтня 2021 року дебютував за «Мілан» у Серії А, вийшовши на заміну у грі проти «Аталанти» (3:2). 24 листопада 2021 року в гостьовому матчі Ліги чемпіонів проти «Атлетіко Мадрид» бразилець приніс «Мілану» перемогу, забивши єдиний м'яч наприкінці гри (це був дебют Месіаса у турнірі).
11 серпня 2023 року був орендований клубом «Дженоа».

## Статистика
Станом на 4 серпня 2023 року.
| Сезон               | Клуб                | Чемпіонат           | Чемпіонат | Чемпіонат | Кубок  | Кубок | Кубок | Єврокубки | Єврокубки | Єврокубки | Інше   | Інше | Інше  | Всього | Всього |
| Сезон               | Клуб                | Турнір              | Ігор      | Голів     | Турнір | Ігор  | Голів | Турнір    | Ігор      | Голів     | Турнір | Ігор | Голів | Ігор   | Голів  |
| ------------------- | ------------------- | ------------------- | --------- | --------- | ------ | ----- | ----- | --------- | --------- | --------- | ------ | ---- | ----- | ------ | ------ |
| 2015/16             | «Казале»            | Ечч.                | 32        | 21        | -      | -     | -     | -         | -         | -         | -      | -    | -     | 32     | 21     |
| 2016/17             | «К'єрі»             | D                   | 33        | 14        | КІ-D   | 1     | 1     | -         | -         | -         | -      | -    | -     | 34     | 15     |
| 2017/18             | «Гоццано»           | D                   | 19+3      | 4+1       | КІ-D   | 1     | 0     | -         | -         | -         | -      | -    | -     | 23     | 5      |
| 2018/19             | «Гоццано»           | C                   | 32        | 4         | КІ-C   | 3     | 1     | -         | -         | -         | -      | -    | -     | 35     | 5      |
| Всього за «Гоццано» | Всього за «Гоццано» | Всього за «Гоццано» | 54        | 9         |        | 4     | 1     |           | -         | -         |        | -    | -     | 58     | 10     |
| 2019/20             | «Кротоне»           | B                   | 34        | 6         | КІ     | 2     | 0     | -         | -         | -         | -      | -    | -     | 36     | 6      |
| 2020/21             | «Кротоне»           | A                   | 36        | 9         | КІ     | 1     | 0     | -         | -         | -         | -      | -    | -     | 37     | 9      |
| Всього за «Кротоне» | Всього за «Кротоне» | Всього за «Кротоне» | 70        | 15        |        | 3     | 0     |           | -         | -         |        | -    | -     | 73     | 15     |
| 2021/22             | «Мілан»             | A                   | 26        | 5         | КІ     | 4     | 0     | ЛЧ        | 2         | 1         | -      | -    | -     | 32     | 6      |
| 2022/23             | «Мілан»             | A                   | 25        | 5         | КІ     | 1     | 0     | ЛЧ        | 9         | 1         | СІ     | 1    | 0     | 36     | 6      |
| Всього за «Мілан»   | Всього за «Мілан»   | Всього за «Мілан»   | 51        | 10        |        | 5     | 0     |           | 11        | 2         |        | 1    | 0     | 68     | 12     |
| 2023–24             | «Дженоа»            | A                   | 0         | 0         | КІ     | 0     | 0     | -         | -         | -         | -      | -    | -     | 0      | 0      |
| Усього за кар'єру   | Усього за кар'єру   | Усього за кар'єру   | 240       | 69        |        | 13    | 2     |           | 11        | 2         |        | 1    | 0     | 265    | 73     |

## Титули і досягнення
- Чемпіон Італії (1):

«Мілан»: 2021–22